# Eifel-Camino

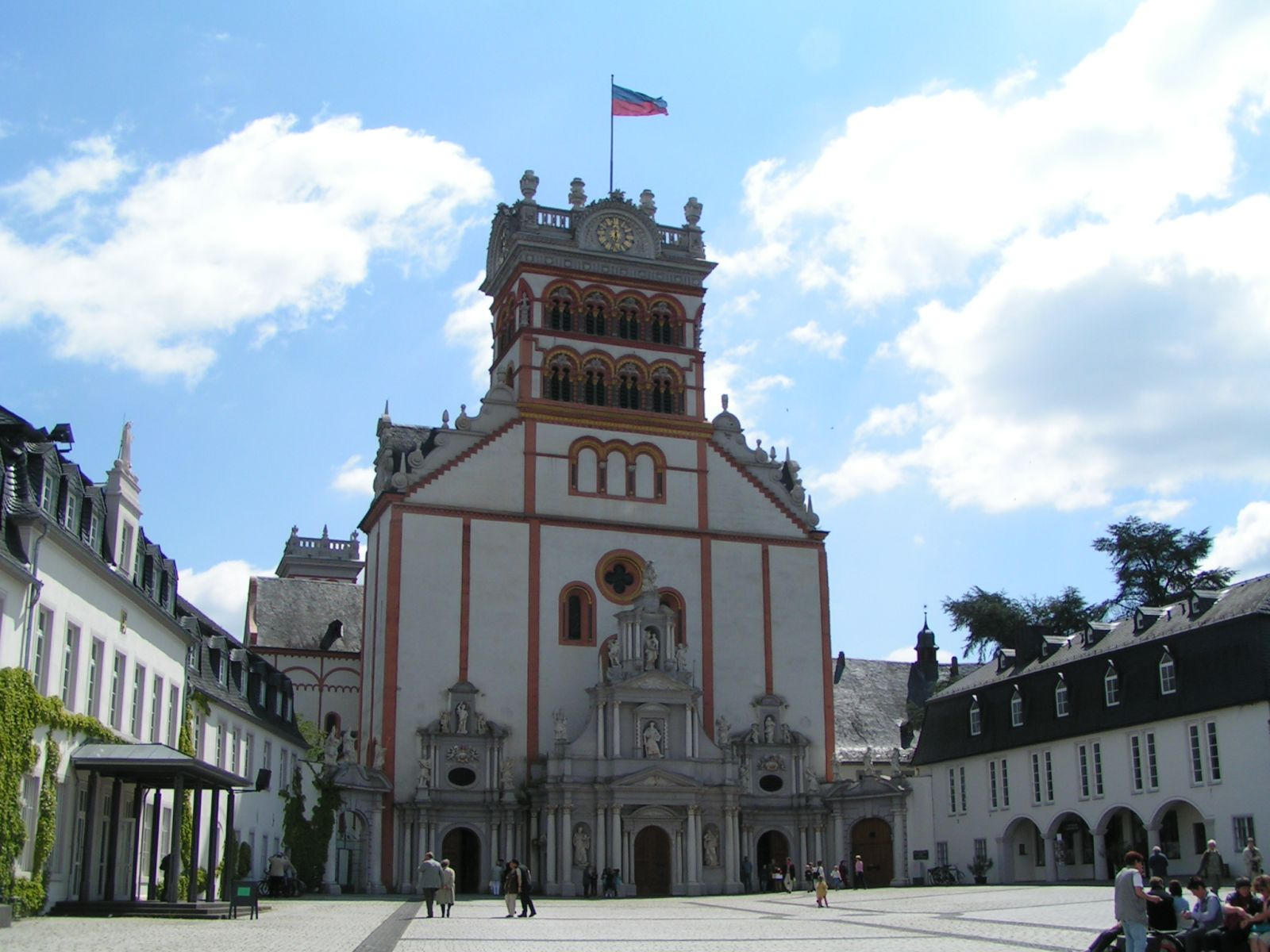
Abbaye bénédictine Saint-Matthias de Trèves

Eifel-Camino est une section du réseau des Chemins de Compostelle en Allemagne. Le tracé va de Namedy faisant partie de la ville d’Andernach à travers le massif de l’Eifel jusqu’à l’abbaye des bénédictins Saint Matthias de Trèves. À partir de cet endroit les pèlerins peuvent continuer sur le chemin de Saint-Jacques de Trèves à Vézelay pour y joindre la Via Lemovicensis vers Saint-Jacques-de-Compostelle.

## Histoire
La tradition des pèlerinages vers la tombe de l’apôtre Matthias à Trèves, qui fut aussi une station intermédiaire pour atteindre Saint-Jacques-de-Compostelle, considéré à l'époque, comme le bout du monde, remonte à la fin du Moyen Âge. Déjà à l’époque, le tracé débutant à Andernach en vallée du Rhin pour joindre Trèves en vallée de la Moselle par une ancienne voie romaine, fut une route d’importance primordiale. La confrérie de Saint-Matthias de Mayen s’est fixé pour objectif dès 2008, de baliser ce chemin, d’abord dans l’arrondissement de Mayen-Coblence, puis dans les autres arrondissements, pour finalement atteindre Trèves. Aujourd’hui (2022) la totalité du chemin est balisé.

## Tracé

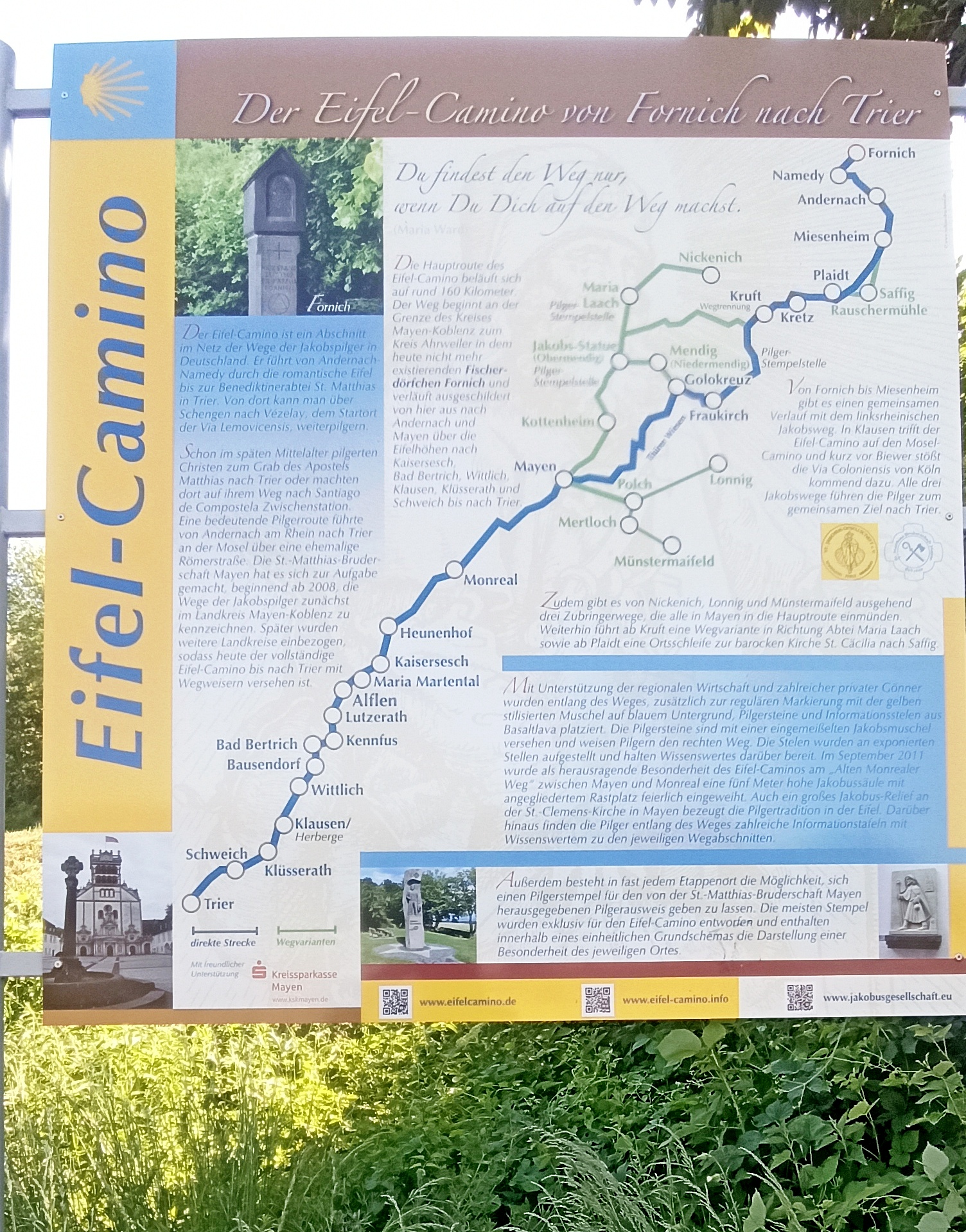
Panneau d’information sur le tracé de l’Eifel Camino, se situant à son point de départ à l’endroit de l’ancien village de pécheurs rhénans de Fornich

Le tracé principal du Eifel-Camino a une longueur totale de 160 km environ. Il débute au bord du Rhin au lieu-dit de Fornich qui fut un ancien village de pêcheurs. À partir de cet endroit on peut suivre la signalisation du chemin qui passe à côté du château de Namedy.
La section de Namedy à Meisenheim suit le même tracé que celui du chemin Saint-Jacques à gauche du Rhin (de), ce dernier allant de Cologne à Bingen, par Coblence. Dans la localité de Klausen, le Eifel-Camino se joint au chemin de Moselle (de) puis avant Trèves, à la Via Coloniensis venant de Cologne. Ces chemins ont tous les trois le même but à Trèves. À Mayen, 3 routes d’accès joignent le tracé principal, venant de Nickenich, de Lonnig et de Münstermaifeld. Une autre variante existe depuis le village de Kruft vers l’abbaye Maria Laach au lac de Laach, avec, à Mendig, une interconnexion transversale ; puis à partir de Plaidt, un contournement local vers l’église baroque de Saffig.